# Павленково (Луганская область)
Павленково (укр. Павленкове) — село, относится к Новопсковскому району Луганской области Украины.
Население по переписи 2001 года составляло 727 человек. Почтовый индекс — 92320. Телефонный код — 6463. Занимает площадь 6,28 км². Код КОАТУУ — 4423385301.

## Местный совет
92320, Луганська обл., Новопсковський р-н, с. Павленкове, вул. Леніна, 1  (укр.)